# Miconia brachyanthera
Miconia brachyanthera är en tvåhjärtbladig växtart som beskrevs av José Jéronimo Triana. Miconia brachyanthera ingår i släktet Miconia och familjen Melastomataceae. Inga underarter finns listade i Catalogue of Life.